# Punta del Moliner
La Punta del Moliner és una muntanya de 901 metres al municipi de Vilanova de Prades, a la comarca catalana de la Conca de Barberà.